# ČAFC Praha
ČAFC Praha je jeden z nejstarších českých fotbalových klubů se slavnou minulostí. Klub byl založen jako Český Athletic & Football Club na Královských Vinohradech v roce 1899. Patřil k nejlepším fotbalovým týmům u nás až do 30. let 20. století, kdy se musel přestěhovat na Spořilov, v 80. letech pak do Záběhlic. Dnes hraje pražské soutěže, některá mládežnická družstva ale i ligové. Vzhledem ke katastrofálnímu stavu zázemí v jeho areálu a nejisté budoucnosti vznikl v roce 2025 spolek přátel klubu s názvem ČAFC 1899. Podporují ho i nejslavnější žijící odchovanci Milan Škoda a Roman Bednář. V červnu 2025 se začalo s výstabou nových kabin, které by měly být slavnostně otevřeny na jaře roku 2026.

Již v roce 1902 vyhrál Mistrovství Čech před pražskou Spartou. Postupem času získal ČAFC dvě hřiště – na místě dnešní křižovatky Flora, v roce 1908 proti Olšanům na náměstí Jiřího z Lobkovic. Ve dvacátých letech hrála Čafka 1. ligu, postupně však sestoupila až do I.A třídy. Ve čtyřicátých letech klub táhl hlavně dorost.
V roce 1949 první mužstvo postoupilo do divize a následovalo přeřazení do krajského přeboru. Za komunistické éry byl klub několikrát přejmenován – na Sokol ČAFC Vinohrady, Instalační závody ČAFC, Tatran Stavomontáže a v roce 1953 byl zařazen do jednoty Tatran Pozemní stavby. Úspěchu dosáhl oddíl v roce 1974, kdy se probil po 25 letech do divize. Následně však přišel opět sestup a opakovaný postup již pod názvem Tatran Stavební závody (v roce 1979 byl název ČAFC zakázán). Podobný scénář se opakoval i v osmdesátých letech. V roce 1988 se klub jmenoval Tatran SZ – ČAFC a k tradičnímu názvu ČAFC Praha se vrátil o rok později.
Klubovými barvami jsou zelená a bílá. Hřiště klubu je v současné době v Záběhlicích, mezi záběhlickým zámkem a Hamerským rybníkem, poblíž komunikace „U Záběhlického zámku“ spojující Záběhlice a sídliště Spořilov. A tým "Čafky" byl v sezóně 2008/09 nováčkem  Pražského přeboru, v němž hrál nepřetržitě až do sezóny 2018/19, kdy skončil na 15. místě a sestoupil do  Pražské I.A třídy. Od sezóny 2022/23 hraje opět Pražský přebor. V sezóně 2025/2026 bude hrát A mužstvo ČAFC I.A třídu (6. liga).

## Historické názvy
- ČAFC Královské Vinohrady (1899–1950)
- Sokol ČAFC Vinohrady (1950–1951)
- Instalační závody ČAFC (1951–1952)
- Tatran Stavomontáže (1952–1953)
- Tatran Pozemní stavby (1953–1968)
- Tatran Stavební závody (1979–1989)
- ČAFC Praha (1968–1979, 1989–dosud)

Nejvíc zápasů v lize:
- Miloslav Hubka 58,
- Jaroslav Kašpar 52,
- Miloslav Kašpar 38,
- Emanuel Hliňák 35,
- Antonín Rezek 33

Nejvíce branek v lize:
- Rudolf Sloup-Štapl 19,
- Miloslav Kašpar 16,
- Antonín Rezek 9,
- Jiří Fišer 8,
- Antonín Švejnoha 6

## Osobnosti klubu
- Karel Frejda – první předseda
- Ludvík Dyk – funkcionář ČAFC, bratr básníka Viktora Dyka
- Karel Pešek-Káďa – hráč a později funkcionář klubu
- František Šiffner – čestný kapitán všech klubů
- Václav Pilát – sparťanský internacionál, trenér mládeže ČAFC
- Jaroslav Hemerka – dlouholetý kapitán mužstva
- Josef Vogl – funkcionář klubu, dodnes se hraje tzv. Voglův memoriál

## Úspěchy
- Středočeská 1. liga 1925/1926 (5. místo za Spartou, Slávií, Viktorkou a Nuselským SK)